# می‌شناسی
مِی‌شناسی (به انگلیسی: Oenology) علوم و مطالعه و تحقیق تمام زمینه‌های شراب و شراب‌سازی است به استثنای پرورش ویره و برداشت انگور که زیرشاخه‌ای با عنوان موکاری را تشکیل می‌دهند. «موکاری و می‌شناسی» یک عنوان عمومی برای آماده‌سازی طرح‌ها و مراکز تحقیقاتی است که شامل هر دو جنبه تولید شراب «در هوای آزاد» و «در فضای بسته» می‌شود. یک متخصص می‌شناسی با عنوان می‌شناس شناخته می‌شود. واژه می‌شناسی (Oenology) از واژه باستانی یونانی
οἶνος (اوینوس به معنی شراب) و پسوند -λογία (-لاجیا به معنی شناسی) مشتق شده‌است.